# Transgraniczny Rezerwat Biosfery Jezior Ochrydzkiego i Prespy
Transgraniczny Rezerwat Biosfery Jezior Ochrydzkiego i Prespy (alb. Rezerva Ndërkufitare e Biosferës Ohër-Prespë; mac. Прекуграничен биосферен резерват Охрид-Преспа, Prekugraniczen biosferen rezerwat Ohrid-Prespa) – rezerwat biosfery obejmujący obszar Jezior Ochrydzkiego i Prespy, na terenie Macedonii Północnej i Albanii.

## Opis
Rezerwat obejmuje zróżnicowane ekosystemy, począwszy od obszarów górskich wokół jezior do umiarkowanych lasów subtropikalnych na niższych wysokościach. Jeziora Ochrydzkie i Prespa mają szczególną wartość na poziomie krajowym i międzynarodowym ze względu na ich geologiczną i biologiczną unikalność. Jezioro Ochrydzkie słynie z ponad dwustu gatunków endemicznych w takich grupach jak okrzemki, skąposzczety, pijawki, gąbki, mięczaki i strunowce. Pięć z tych endemicznych gatunków jest ograniczonych, nawet w obrębie jeziora, do mikroekosystemów. Dziesięć z siedemnastu gatunków ryb występujących w jeziorze to gatunki endemiczne, do których należą pstrąg Salmo letnica i łosoś ochrydzki (Salmo ohridanus).

## Fauna
Na terenie rezerwatu występują między innymi: kret bałkański, ryś bałkański (podgatunek rysia euroazjatyckiego), wilk szary i niedźwiedź brunatny.